# Wing Allianseidrettslag
 Wing Allianseidrettslag är en norsk ishockeyklubb från Trondheim. A-laget spelar säsongen 2021/2022 i Norges högsta dam division.